# Resolució 488 del Consell de Seguretat de les Nacions Unides
La Resolució 488 del Consell de Seguretat de les Nacions Unides, aprovada el 19 juny de 1981, recordant les resolucions 425 (1978), 426 (1978), 427 (1978), 434 (1978),  444 (1979), 450 (1979) 459 (1979), 467 (1980), 474 (1980) i 483 (1980), considerant l'informe del Secretari General de les Nacions Unides sobre la Força Provisional de les Nacions Unides al Líban (UNIFIL), el Consell va assenyalar la necessitat constant de la Força donada la situació entre Israel i Líban.
La resolució va continuar ampliant el mandat de la UNIFIL fins al 19 de desembre de 1981, lloant la tasca realitzada per la Força a la zona. Va reiterar el seu suport als esforços de desenvolupament al Líban i va demanar ajuda al Govern del Líban.
La resolució 488 va ser aprovada per 12 vots contra cap, mentre que Alemanya Oriental i la Unió Soviètica es van abstenir i la República Popular de la Xina no hi va participar.